# 新主教座堂 (布雷西亞)

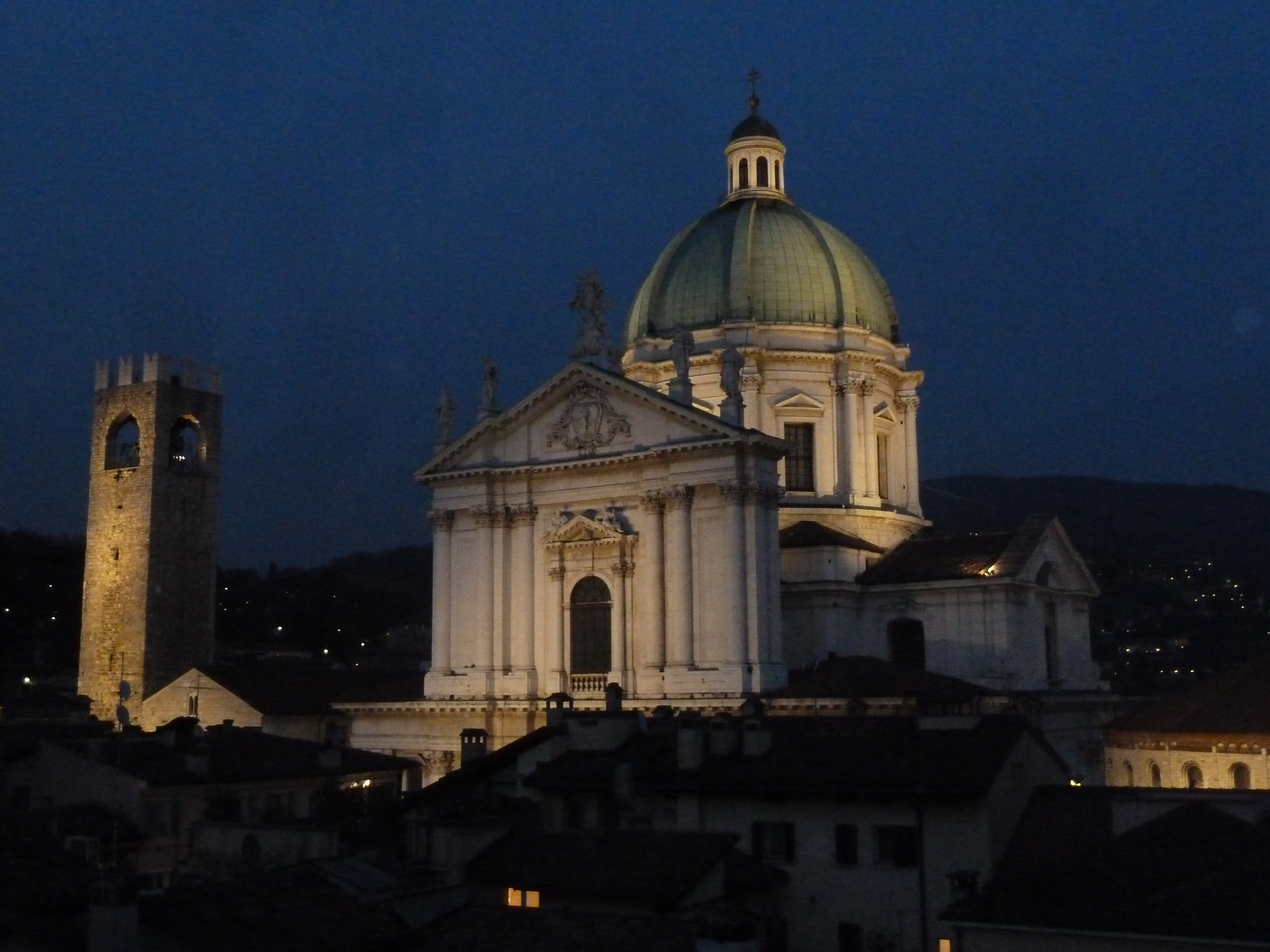
编辑“新主教座堂 (布雷西亞)

新主教座堂 (義大利語：Duomo nuovo)是位於義大利城市布雷西亞的一座教堂，也是布雷西亞最大的羅馬天主教主教座堂。教堂於1604年開始施工，在1825年完工。圓頂在二戰期間被毀，後又重建。